# La Femme de l'autre
Pour plus de détails, voir Fiche technique et Distribution.
La Femme de l'autre (titre original : Desire Me ou encore Mountain of my love) est un film américain réalisé par George Cukor, puis par Mervyn LeRoy, sorti en 1947. L’histoire est inspirée d’un roman de Leonhard Frank, Karl et Anna.

## Synopsis
Marise Aubert aime son mari, Paul (Robert Mitchum), mais souffre d'un sentiment de culpabilité qu’elle confie au Dr Leclair (Cecil Humphreys), psychiatre.
L’annonce de la mort de son mari, tué par les Allemands la bouleverse. Jean (Richard Hart), un ami  de Paul, aide  Marise à surmonter sa peine et finit par la séduire. Mais un jour, Paul réapparaît... 

## Fiche technique
- Titre : La Femme de l'autre
- Titre original : Desire Me
- Réalisation : George Cukor, Mervyn LeRoy, Jack Conway et Victor Saville (non crédités)
- Scénario : Zoe Akins et Marguerite Roberts d'après la pièce Karl and Anna de Leonhard Frank
- Adaptation : Casey Robinson
- Production : Arthur Hornblow Jr.
- Société de production et de distribution : MGM
- Décorateurs de plateau : Paul Huldschinsky et Edwin B. Willis
- Photographie : Joseph Ruttenberg
- Musique : Herbert Stothart
- Direction artistique : Cedric Gibbons et Urie McCleary
- Costumes : Irene et Valles
- Montage : Joseph Dervin
- Pays de production :  États-Unis
- Langue : anglais
- Format : Noir et blanc – 35 mm – 1,37:1 – Mono (Western Electric Sound System)
- Genre : drame
- Durée : 91 minutes
- Dates de sortie :
  - États-Unis : 31 octobre 1947
  - France : 14 septembre 1948 (Paris)

## Distribution
- Greer Garson (VF : Hélène Tossy) : Marise Aubert
- Robert Mitchum (VF : Roger Tréville) : Paul Aubert
- Richard Hart (VF : Marc Cassot) : Jean Renaud
- Morris Ankrum : Hector Martin
- George Zucco (VF : Christian Argentin) : Père Donnard
- Cecil Humphreys (VF : Henry Valbel) : Dr André Leclair
- David Hoffman : Alex
- Belle Mitchell (non créditée) : la femme du boulanger
- Ian Wolfe (VF : Henry Darbrey) : Dr Poulin

## Autour du film
- Désavoué par ses deux réalisateurs, ce film est l'un des rares à ne pas faire mention de leurs noms au générique.
- Alors que le tournage a lieu au large de Rocky Carmel, alors qu'ils tournaient une scène de pêche que le scénario situe au large des côtes bretonnes, des poteaux Michelin, du genêt breton furent réquisitionnés. La tempête n'avait pas été commandée. Elle surgit tout de même aussi violente qu'à DOUARNENEZ. Heureusement pour la vedette, des vrais pêcheurs avaient été engagés pour la figuration. Miss GARSON fut récupérée au fond de l'océan par l'un d'eux. Contusionnée, elle fut hospitalisée. Pour sa part, Richard HART s'en tire avec un poignet foulé. (journal du 4 Mai 1946)